# 马拉博国际机场

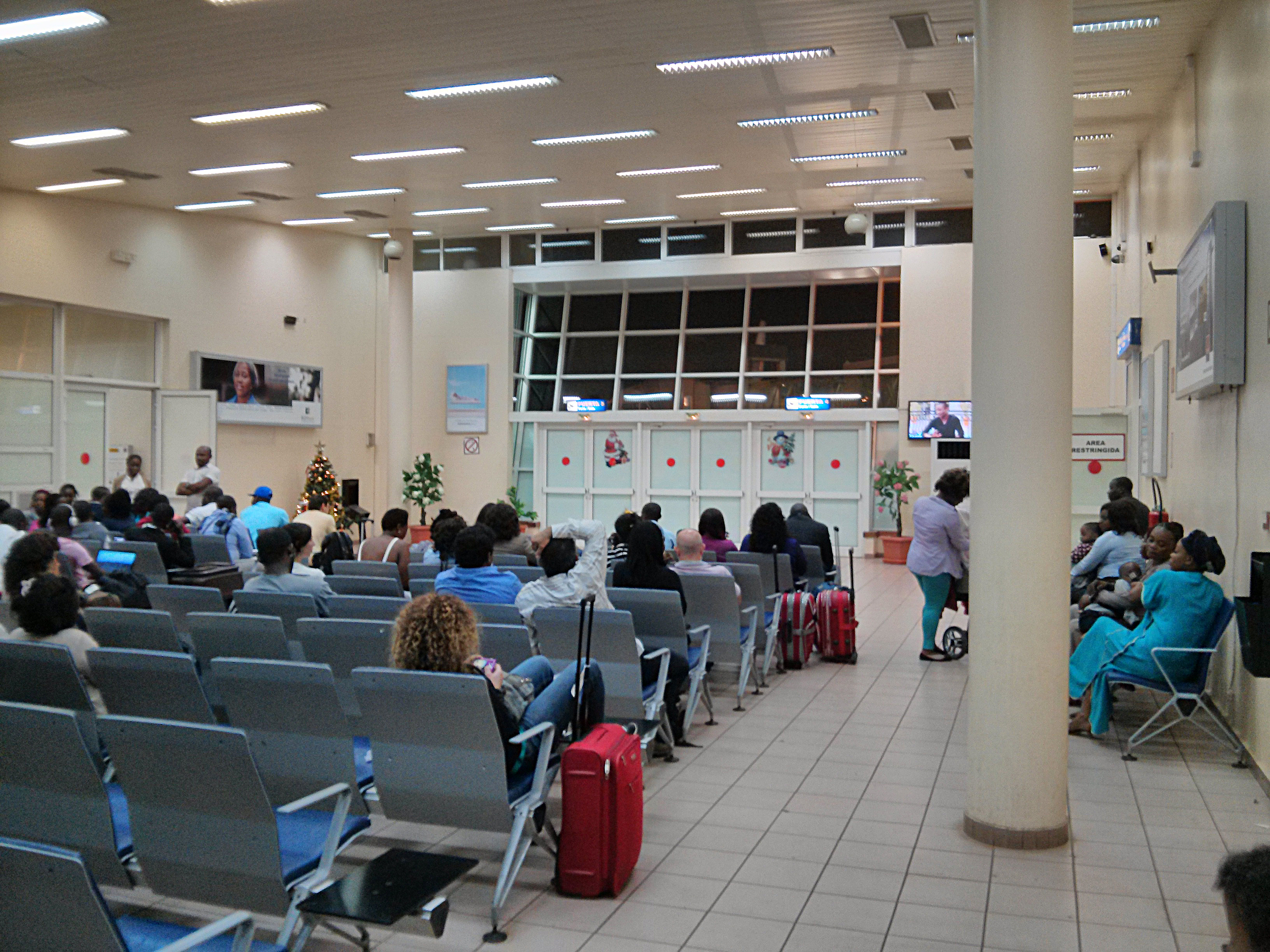
候机厅

馬拉博機場或聖伊莎貝爾機場（西班牙文：Aeropuerto de Malabo或Aeropuerto Santa Isabel）是一個國際機場，位於赤道畿內亞比奧科島歐羅巴角，位于赤道畿內亞馬拉博西9公里。
機場現時可以起降一些大型飛機，例如DC-10和C-130運輸機。

## 航空公司及航点

### 客運
- 尼日利亞承包商航空 （拉各斯，利伯維爾）
- 法國航空 （巴黎）
- 貝寧高爾夫航空 （科托努，杜阿拉，利伯維爾，洛美）
- 喀麥隆航空 （科托努，杜阿拉，利伯維爾）
- 木棉洲际航空 （安諾本，巴塔，杜阿拉，利伯維爾，阿克拉，圣多美，马德里）
- 達美航空 （亚特蘭大，薩爾）
- GETRA赤几通用航空 （巴塔，科托努）
- 赤道畿內亞航空（GEASA）（巴塔）
- 西班牙伊比利亚航空 （馬德里）
- 德國漢莎航空 （阿布賈，法蘭克褔）
- 摩洛哥皇家航空 （卡薩布蘭卡，利伯維爾）
- 埃塞俄比亚航空 （亚的斯亚贝巴）
- 蓝点航空 （圣多美）

### 貨運
- Avient航空
- MK貨運
- 世界航空
- 木棉洲际航空

## 外部連結
- 世界航空数据库中的FGSL机场数据，数据截止日期：2006年10月。
- Avient航空時間表